# Liste der größten Imperien und Reiche

Geographische Entwicklung (v. a.) europäischer Imperien von 1492 bis 2008

Die folgende Liste sortiert historische Imperien und Reiche nach ihrer Größe. Der estnische Historiker Rein Taagepera hat ein Imperium „als jede größere souveräne politische Einheit, dessen Bestandteile nicht souverän sind“, definiert. Die Fläche eines Imperiums besteht aus dem Territorium, über das es militärische und politische Kontrolle hält.

Die Mongolen-Reiche unter Dschingis Khan (ab 1206 bis 1227) und seinen Erben:
Mongolisches Reich
Ab 1260:
Gebiet der Goldenen Horde (Süd-Russland)
Tschagatai-Khanat (Zentralasien)
Bereich der Ilchane (Persien)
Reich der Yuan-Dynastie (China)

Dieser Artikel enthält eine Liste der größten Imperien der Weltgeschichte, aber die Liste ist nicht und kann nicht endgültig sein, da die Entscheidung, welche Entitäten als Imperien zu betrachten sind, schwierig und kontrovers ist. Es gibt verschiedene Größenbegriffe, die zur Rangordnung von Imperien verwendet werden können. Für jeden dieser Begriffe können nur Schätzungen für die meisten historischen Imperien gemacht werden. Darüber hinaus gibt es unter Historikern in der Regel keinen klaren Konsens bezüglich der besten Schätzung – schon allein deshalb, weil es oft keine eindeutigen Informationen über die historischen Grenzen oder die Bevölkerung eines Imperiums gibt. Daher sollten die hier angegebenen Werte als nur indikativ und nicht als eine genaue Rangfolge interpretiert werden.

## Nach Fläche

### Imperien nach maximaler Ausdehnung
Die imperiale Größe ist in dieser Liste als Kontrolle über Landfläche definiert.
| Reich/Staat                           | Maximale Ausdehnung    | Maximale Ausdehnung | Maximale Ausdehnung            |
| Reich/Staat                           | Größe in Millionen km² | % der Weltfläche    | Zeitpunkt                      |
| ------------------------------------- | ---------------------- | ------------------- | ------------------------------ |
| Britisches Kolonialreich              | 35,5                   | 23,84 %             | 1920                           |
| Mongolisches Reich                    | 24,0                   | 16,11 %             | 1270 oder 1309                 |
| Russisches Kaiserreich                | 22,8                   | 15,31 %             | 1895                           |
| Sowjetunion                           | 22,3                   | 14,97 %             | 1945                           |
| Spanisches Kolonialreich              | 13,7                   | 9,20 %              | 1810                           |
| Qing-Dynastie                         | 13,0                   | 8,73 %              | 1790                           |
| Zweites Französisches Kolonialreich   | 11,5                   | 7,72 %              | 1920                           |
| Kalifat der Umayyaden                 | 11,1                   | 7,45 %              | 720                            |
| Yuan-Dynastie                         | 11,1                   | 7,45 %              | 1310                           |
| Portugiesisches Kolonialreich         | 10,4                   | 7,39 %              | 1815                           |
| Vereinigte Staaten von Amerika        | 9,67                   | 6,49 %              | 1899                           |
| Kalifat der Abbasiden                 | 9,5                    | 6,38 %              | 750                            |
| Xiongnureich                          | 9,0                    | 6,04 %              | 176 v. Chr.                    |
| Japanisches Kaiserreich               | 8,5                    | 5,71 %              | 1942                           |
| Kaiserreich Brasilien                 | 8,337                  | 5,60 %              | 1889                           |
| Iberische Union                       | 7,1                    | 5,27 %              | 1640                           |
| Römisches Reich                       | 6,5                    | 4,36 %              | 116                            |
| Östliche Han-Dynastie                 | 6,5                    | 4,36 %              | 100                            |
| Ming-Dynastie                         | 6,5                    | 4,36 %              | 1450                           |
| Kalifat der Rashidun                  | 6,4                    | 4,30 %              | 655                            |
| Khanat der Göktürken                  | 6,0                    | 4,03 %              | 557                            |
| Goldene Horde                         | 6,0                    | 4,03 %              | 1310                           |
| Westliche Han-Dynastie                | 6,0                    | 4,03 %              | 50 v. Chr.                     |
| Achämenidenreich                      | 5,5                    | 3,69 %              | 500 v. Chr.                    |
| Tang-Dynastie                         | 5,4                    | 3,63 %              | 715                            |
| Makedonisches Reich                   | 5,2                    | 3,49 %              | 323 v. Chr.                    |
| Osmanisches Reich                     | 5,2                    | 3,49 %              | 1683                           |
| Maurya-Reich                          | 5,0                    | 3,36 %              | 250 v. Chr.                    |
| Tibetisches Reich                     | 4,6                    | 3,09 %              | 800                            |
| Kaiserreich Mexiko (1821–1823)        | 4,429                  | 2,97 %              | 1821                           |
| Timuridenreich                        | 4,4                    | 2,95 %              | 1405                           |
| Kalifat der Fatimiden                 | 4,1                    | 2,75 %              | 969                            |
| Osttürkisches Khanat                  | 4,0                    | 2,69 %              | 624                            |
| Hephthalitenreich                     | 4,0                    | 2,69 %              | 470                            |
| Hunnenreich                           | 4,0                    | 2,69 %              | 441                            |
| Mogulreich                            | 4,0                    | 2,69 %              | 1690                           |
| Seldschukenreich                      | 3,9                    | 2,62 %              | 1080                           |
| Seleukidenreich                       | 3,9                    | 2,62 %              | 301 v. Chr.                    |
| Italienisches Kolonialreich           | 3,798                  | 2,55 %              | 1938                           |
| Ilchane                               | 3,75                   | 2,55 %              | 1310                           |
| Choresm-Schahs                        | 3,6                    | 2,42 %              | 1218                           |
| Tschagatai-Khanat                     | 3,5                    | 2,35 %              | 1310 oder 1350                 |
| Gupta-Reich                           | 3,5                    | 2,35 %              | 400                            |
| Sassanidenreich                       | 3,5                    | 2,35 %              | 550                            |
| Westtürkisches Khanat                 | 3,5                    | 2,35 %              | 630                            |
| Westliches Xiongnu                    | 3,5                    | 2,35 %              | 20                             |
| Erstes Französisches Kolonialreich    | 3,4                    | 2,28 %              | 1670                           |
| Ghaznawidenreich                      | 3,4                    | 2,28 %              | 1029                           |
| Sultanat von Delhi                    | 3,2                    | 2,15 %              | 1312                           |
| Deutsches Kolonialreich               | 3,199                  | 2,15 %              | 1912                           |
| Song-Dynastie                         | 3,1                    | 2,08 %              | 980                            |
| Uigurisches Kaganat                   | 3,1                    | 2,08 %              | 800                            |
| Westliche Jin-Dynastie                | 3,1                    | 2,08 %              | 280                            |
| Chasaren-Khanat                       | 3,0                    | 2,01 %              | 850                            |
| Artaxiden-Dynastie                    | 3,0                    | 2,01 %              | 83 v. Chr.                     |
| Sui-Dynastie                          | 3,0                    | 2,01 %              | 589                            |
| Samanidenreich                        | 2,85                   | 1,91 %              | 928                            |
| Byzantinisches Reich                  | 2,8                    | 1,88 %              | 450                            |
| Östliche Jin-Dynastie                 | 2,8                    | 1,88 %              | 347                            |
| Mederreich                            | 2,8                    | 1,88 %              | 585 v. Chr.                    |
| Partherreich                          | 2,8                    | 1,88 %              | 0                              |
| Rouran                                | 2,8                    | 1,88 %              | 405                            |
| Indo-Skythisches Königreich           | 2,6                    | 1,75 %              | 20                             |
| Liao-Dynastie                         | 2,6                    | 1,75 %              | 947                            |
| Griechisch-Baktrisches Königreich     | 2,5                    | 1,68 %              | 184 v. Chr.                    |
| Kuschana                              | 2,5                    | 1,68 %              | 200                            |
| Spätere Zhao                          | 2,5                    | 1,68 %              | 329                            |
| Maratha                               | 2,5                    | 1,68 %              | 1760                           |
| Belgisches Kolonialreich              | 2,366                  | 1,59 %              | 1939                           |
| Almohaden-Dynastie                    | 2,3                    | 1,54 %              | 1150                           |
| Jin dynasty (1115–1234)               | 2,3                    | 1,54 %              | 1126                           |
| Qin-Dynastie                          | 2,3                    | 1,54 %              | 220 v. Chr.                    |
| Erstes Französisches Kaiserreich      | 2,1                    | 1,41 %              | 1813                           |
| Kiewer Rus                            | 2,1                    | 1,41 %              | 1000                           |
| Sultanat der Mamluken                 | 2,1                    | 1,41 %              | 1300 oder 1400                 |
| Drittes Portugiesisches Kolonialreich | 2,1                    | 1,41 %              | 1900                           |
| Cao Wei                               | 2,0                    | 1,34 %              | 263                            |
| Frühere Qin                           | 2,0                    | 1,34 %              | 376                            |
| Frühere Zhao                          | 2,0                    | 1,34 %              | 316                            |
| Inkareich                             | 2,0                    | 1,34 %              | 1527                           |
| Liu-Song-Dynastie                     | 2,0                    | 1,34 %              | 450                            |
| Nördliche Wei-Dynastie                | 2,0                    | 1,34 %              | 450                            |
| Niederländisches Kolonialreich        | 1,939                  | 1,30 %              | 1930                           |
| Buyiden-Dynastie                      | 1,6                    | 1,07 %              | 980                            |
| Östliche Wu-Dynastie                  | 1,5                    | 1,01 %              | 221                            |
| Nördliche Qi                          | 1,5                    | 1,01 %              | 557                            |
| Nördliches Xiongnu                    | 1,5                    | 1,01 %              | 60                             |
| Nördliche Zhou-Dynastie               | 1,5                    | 1,01 %              | 577                            |
| Assyrisches Reich                     | 1,4                    | 0,94 %              | 670 v. Chr.                    |
| Östliches Maurya-Reich                | 1,3                    | 0,87 %              | 210 v. Chr.                    |
| Liang-Dynastie                        | 1,3                    | 0,87 %              | 502 549 oder 579               |
| Aksumitisches Reich                   | 1,25                   | 0,84 %              | 350                            |
| Shang-Dynastie                        | 1,25                   | 0,84 %              | 1122 v. Chr.                   |
| Frankenreich                          | 1,2                    | 0,74 %              | 814                            |
| Srivijaya                             | 1,2                    | 0,74 %              | 1200                           |
| Indo-Griechisches Königreich          | 1,1                    | 0,67 %              | 150 v. Chr.                    |
| Malireich                             | 1,1                    | 0,67 %              | 1380                           |
| Polnisch-Litauische Union             | 1,1                    | 0,67 %              | 1480 oder 1650                 |
| Almoraviden-Dynastie                  | 1,0                    | 0,67 %              | 1120                           |
| Harshareich                           | 1,0                    | 0,67 %              | 625 oder 648                   |
| Pratihara-Dynastie                    | 1,0                    | 0,67 %              | 860                            |
| Heiliges Römisches Reich              | 1,0                    | 0,67 %              | 1050                           |
| Khmer-Reich                           | 1,0                    | 0,67 %              | 1290                           |
| Neues Ägyptisches Reich               | 1,0                    | 0,67 %              | 1450 v. Chr. oder 1300 v. Chr. |
| Ptolemäerreich                        | 1,0                    | 0,67 %              | 301 v. Chr.                    |
| Shu Han                               | 1,0                    | 0,67 %              | 221                            |
| Tahiriden-Dynastie                    | 1,0                    | 0,67 %              | 800                            |
| Westliche Xia-Dynastie                | 1,0                    | 0,67 %              | 1100                           |
| Schwedisches Reich                    | 0,99                   | 0,67 %              | 1700                           |
| Akkadisches Reich                     | 0,8                    | 0,54 %              | 2250 v. Chr.                   |
| Awaren                                | 0,8                    | 0,54 %              | 600                            |
| Chu                                   | 0,8                    | 0,54 %              | 300 v. Chr.                    |
| Erstes Portugiesisches Kolonialreich  | 0,8                    | 0,54 %              | 1580                           |
| Songhaireich                          | 0,8                    | 0,54 %              | 1550                           |
| Drittes Reich                         | 0,698 lt. NS-Staat     | 0,46 %              | 1940/41 lt. NS-Staat           |
| Österreich-Ungarn                     | 0,676                  | 0,45 %              | 1910                           |
| Hyksos                                | 0,65                   | 0,44 %              | 1650 v. Chr.                   |
| 26. Dynastie von Ägypten              | 0,65                   | 0,44 %              | 550 v. Chr.                    |
| Kalifat von Córdoba                   | 0,6                    | 0,40 %              | 1000                           |
| Westgotenreich                        | 0,6                    | 0,40 %              | 580                            |
| Kosala                                | 0,5                    | 0,34 %              | 543 v. Chr.                    |
| Lydien                                | 0,5                    | 0,34 %              | 585 v. Chr.                    |
| Magadha                               | 0,5                    | 0,34 %              | 510 v. Chr.                    |
| Mittleres Ägyptisches Reich           | 0,5                    | 0,34 %              | 1850 v. Chr.                   |
| Neubabylonisches Reich                | 0,5                    | 0,34 %              | 562 v. Chr.                    |
| Shatavahana                           | 0,5                    | 0,34 %              | 150                            |
| 25. Dynastie von Ägypten              | 0,5                    | 0,34 %              | 715 v. Chr.                    |
| Kshaharatas                           | 0,5                    | 0,34 %              | 100                            |
| Reich der Sikhs                       | 0,49                   | 0,34 %              | 1799                           |
| Neues Hethitisches Königreich         | 0,45                   | 0,30 %              | 1250 v. Chr.                   |
| Xia-Dynastie                          | 0,45                   | 0,30 %              | 1800 v. Chr.                   |
| Mittleres Assyrisches Reich           | 0,4                    | 0,27 %              | 1080 v. Chr.                   |
| Altes Ägyptisches Reich               | 0,4                    | 0,27 %              | 2400 v. Chr.                   |
| Kalifat von Sokoto                    | 0,4                    | 0,27 %              | 1824                           |
| Karthago                              | 0,3                    | 0,20 %              | 220 v. Chr.                    |
| Mitanni                               | 0,3                    | 0,20 %              | 1450 v. Chr.                   |
| Altbabylonien                         | 0,25                   | 0,17 %              | 1690 v. Chr.                   |
| Aztekenreich                          | 0,22                   | 0,15 %              | 1520                           |
| Elam                                  | 0,2                    | 0,13 %              | 1160 v. Chr.                   |
| Phrygia                               | 0,2                    | 0,13 %              | 750 v. Chr.                    |
| 2. Dynastie von Isin                  | 0,2                    | 0,13 %              | 1130 v. Chr.                   |
| Urartu                                | 0,2                    | 0,13 %              | 800 v. Chr.                    |
| Mittleres Hethitisches Königreich     | 0,15                   | 0,10 %              | 1450 v. Chr.                   |
| Altes Assyrisches Reich               | 0,15                   | 0,10 %              | 1730 v. Chr.                   |
| Altes Hethitisches Königreich         | 0,15                   | 0,10 %              | 1530 v. Chr.                   |
| Aschantireich                         | 0,1                    | 0,07 %              | 1872                           |
| Larsa                                 | 0,1                    | 0,07 %              | 1750 v. Chr.                   |
| Neues Sumerisches Reich               | 0,1                    | 0,07 %              | 2000 v. Chr.                   |
| Sumer                                 | 0,05                   | 0,03 %              | 2400 v. Chr.                   |

## Nach Bevölkerung
Liste verschiedener Imperien nach ihrem maximalen Anteil an der Weltbevölkerung. Alle Daten sind als Schätzungen zu betrachten. Das Guinness-Buch der Rekorde weist das Achämenidenreich als das größte Reich aller Zeiten mit einem Anteil von ca. 44 % an der Weltbevölkerung aus. Andere Quellen gehen von einem Anteil von 20 % der Weltbevölkerung aus.
| Reich/Staat                         | Anteil an Weltbevölkerung | Zeitpunkt              |
| ----------------------------------- | ------------------------- | ---------------------- |
| Achämenidenreich                    | 20,0 % – 44,0 %           | 480 v. Chr.            |
| Sassanidenreich                     | 8,0 % – 37,1 %            | 7. Jahrhundert         |
| Qing-Dynastie                       | 36,6 %                    | 1820                   |
| Römisches Reich                     | 30,0 % – 38,0 %           | 2. Jahrhundert         |
| Han-Dynastie                        | 26,0 % – 32,0 %           | 2. Jahrhundert v. Chr. |
| Song-Dynastie                       | 22,0 % – 32,0 %           | ca. 1000               |
| Mongolisches Reich                  | 25,6 % – 31,0 %           | 13. Jahrhundert        |
| Kalifat der Umayyaden               | 13,0 % – 29,5 %           | ca. 720                |
| Mogulreich                          | 24,0 % – 29,2 %           | ca. 1700               |
| Maurya-Reich                        | 29,0 %                    | 200 v. Chr.            |
| Ming-Dynastie                       | 28,8 %                    | ca. 1600               |
| Jin-Dynastie                        | 28,0 %                    | ca. 280                |
| Tang-Dynastie                       | 23,0 % – 28,0 %           | ca. 850                |
| Gupta-Reich                         | 13,0 % – 26,4 %           | ca. 400                |
| Qin-Dynastie                        | 24,0 %                    | ca. 220 v. Chr.        |
| Sultanat von Delhi                  | 18,9 % – 24,0 %           | 1330                   |
| Britisches Kolonialreich            | 23,1 %                    | 1938                   |
| Kalifat der Abbasiden               | 20,0 %                    | 850                    |
| Japanisches Kaiserreich             | 20,0 %                    | 1943                   |
| Kalifat der Rashidun                | 19,1 %                    | 7. Jahrhundert         |
| Kuschana                            | 11,0 % – 19,0 %           | 140                    |
| Yuan-Dynastie                       | 17,1 %                    | 1290                   |
| Nördliche Zhou-Dynastie             | 16,0 %                    | ca. 580                |
| Harsha                              | 15,0 %                    | ca. 647                |
| Spanisches Kolonialreich            | 12,3 %                    | 17. Jahrhundert        |
| Jurchen-Dynastie                    | 12,0 %                    | 1200                   |
| NS-Deutschland                      | 12,0 %                    | 1943                   |
| Pala-Dynastie                       | 11,0 %                    | 800                    |
| Spätere Zhao                        | 10,0 %                    | ca. 330                |
| Russisches Kaiserreich              | 9,8 %                     | 1913                   |
| Sowjetunion                         | 9,0 %                     | 1940                   |
| Hephthalitenreich                   | 9,0 %                     | ca. 500                |
| Zweites Französisches Kolonialreich | 8,0 %                     | 1812                   |
| Ghuridenreich                       | 8,0 %                     | 1200                   |
| Osmanisches Reich                   | 7,1 %                     | 17. Jahrhundert        |
| Marathenreich                       | 7,0 %                     | 1750                   |
| Deutsches Kolonialreich             | 3,7 %                     | 1910                   |
| Niederländisches Kolonialreich      | 3,5 %                     | 1907                   |
| Österreich-Ungarn                   | 2,9 %                     | 1910                   |
| Italienisches Kolonialreich         | 2,3 %                     | 1938                   |

## Karten

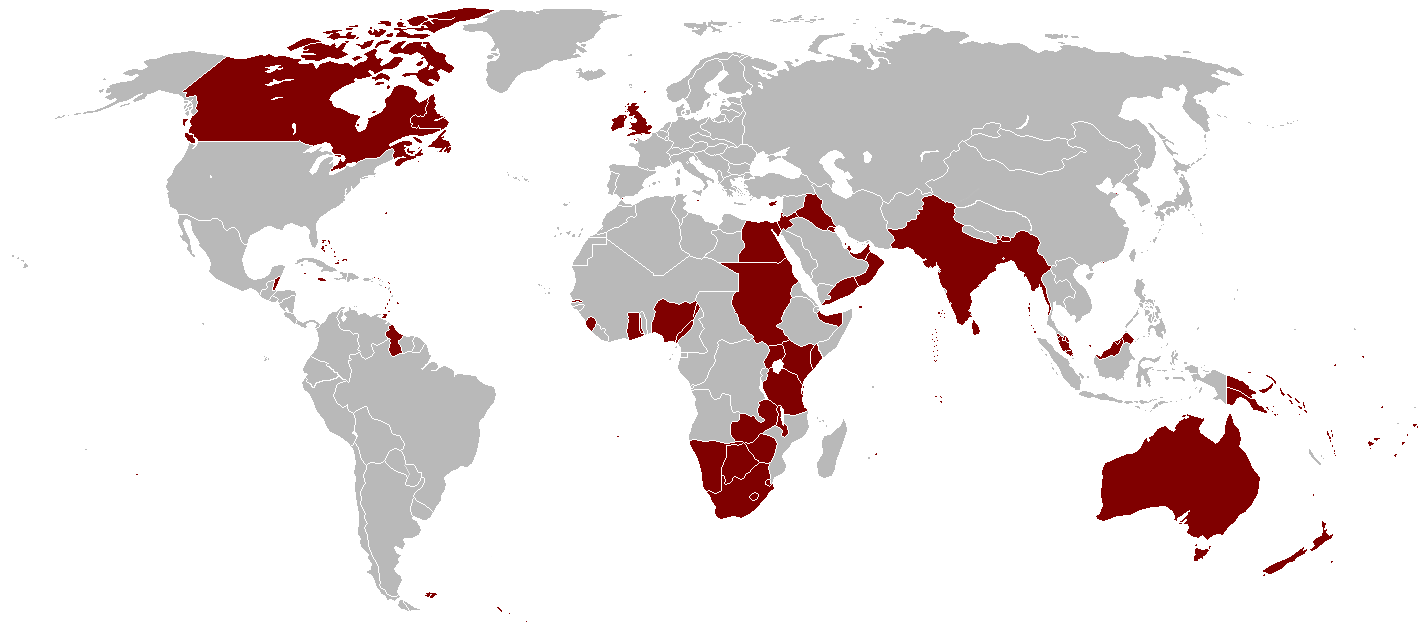
Britisches Kolonialreich 1921
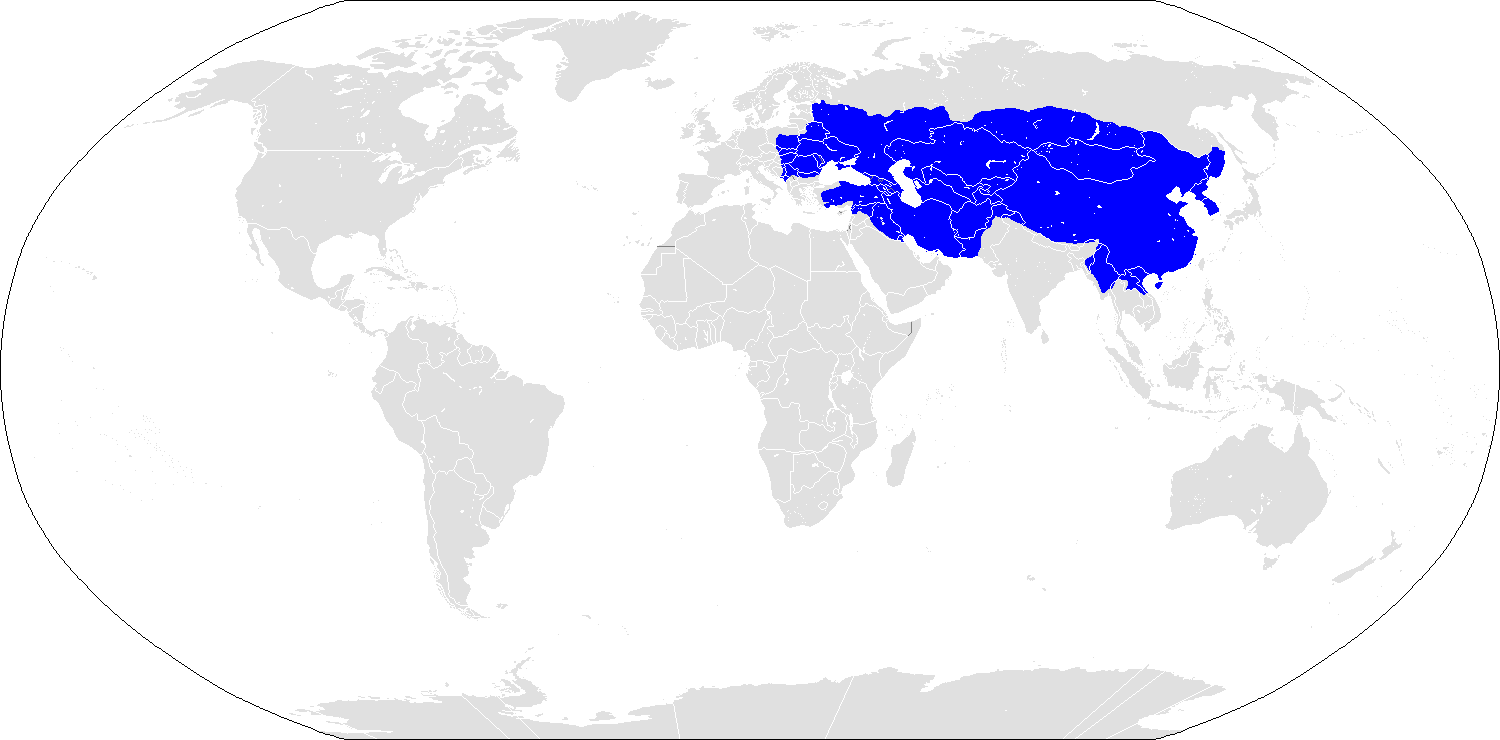
Größte Ausdehnung des Mongolenreiches
Russisches Kaiserreich 1867
Spanisches Kolonialreich 1790
Qing-Dynastie 1820
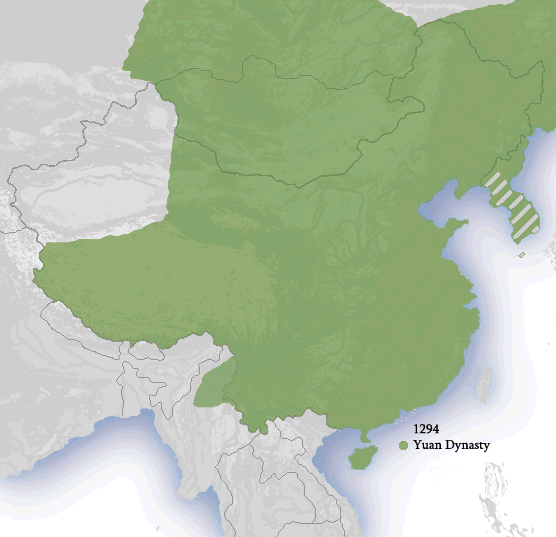
Yuan-Dynastie 1294
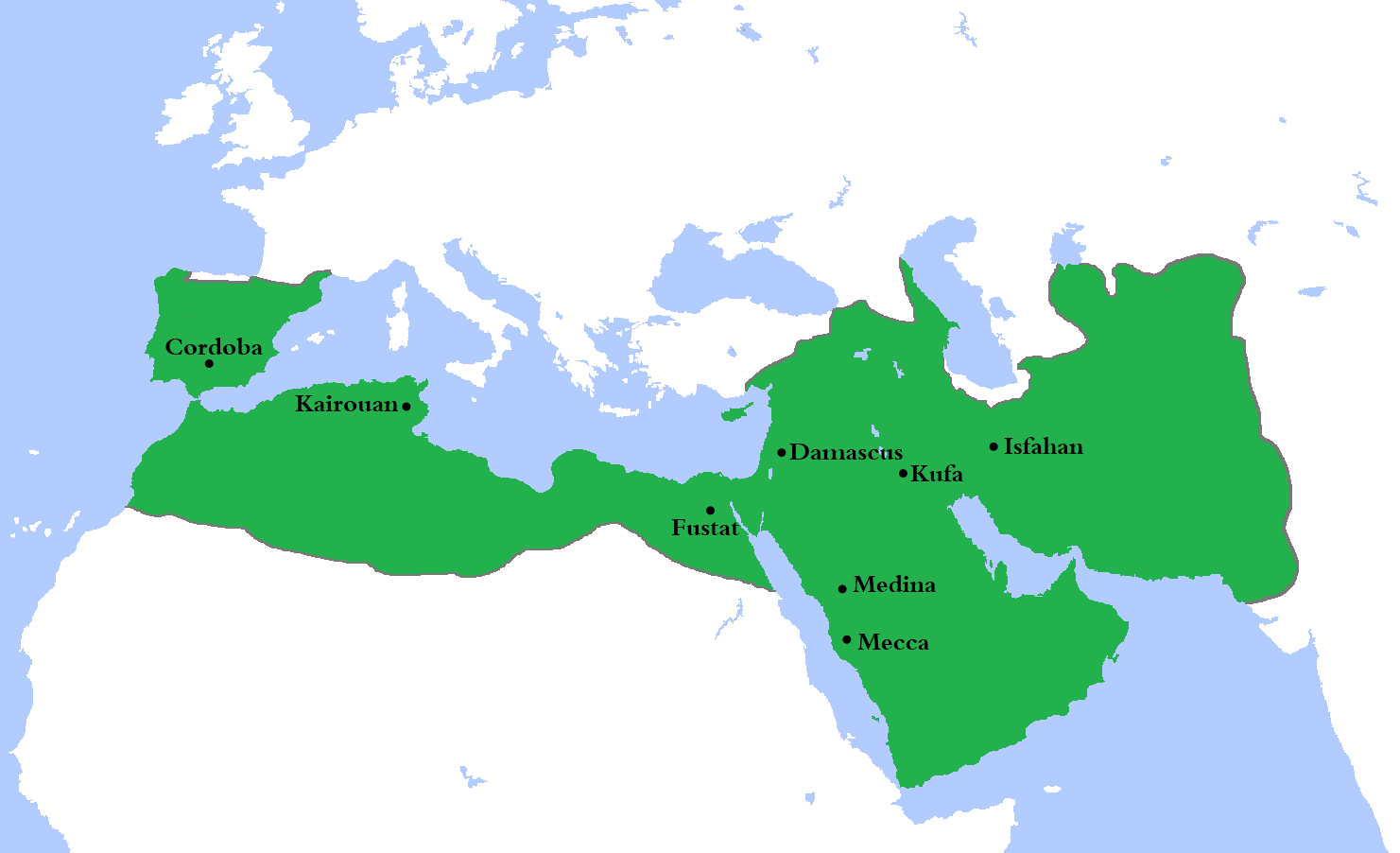
Kalifat der Umayyaden 750
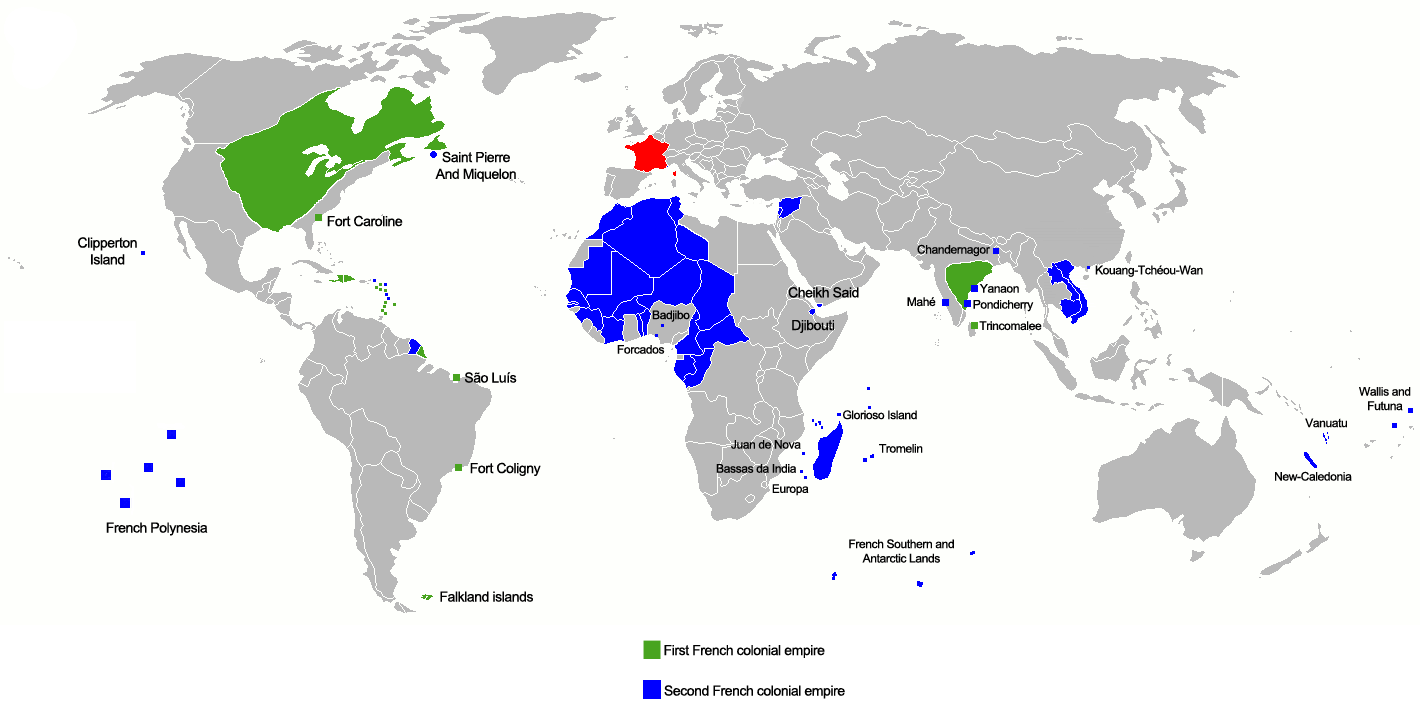
Erstes (Grün) und Zweites (Blau) Französisches Kolonialreich
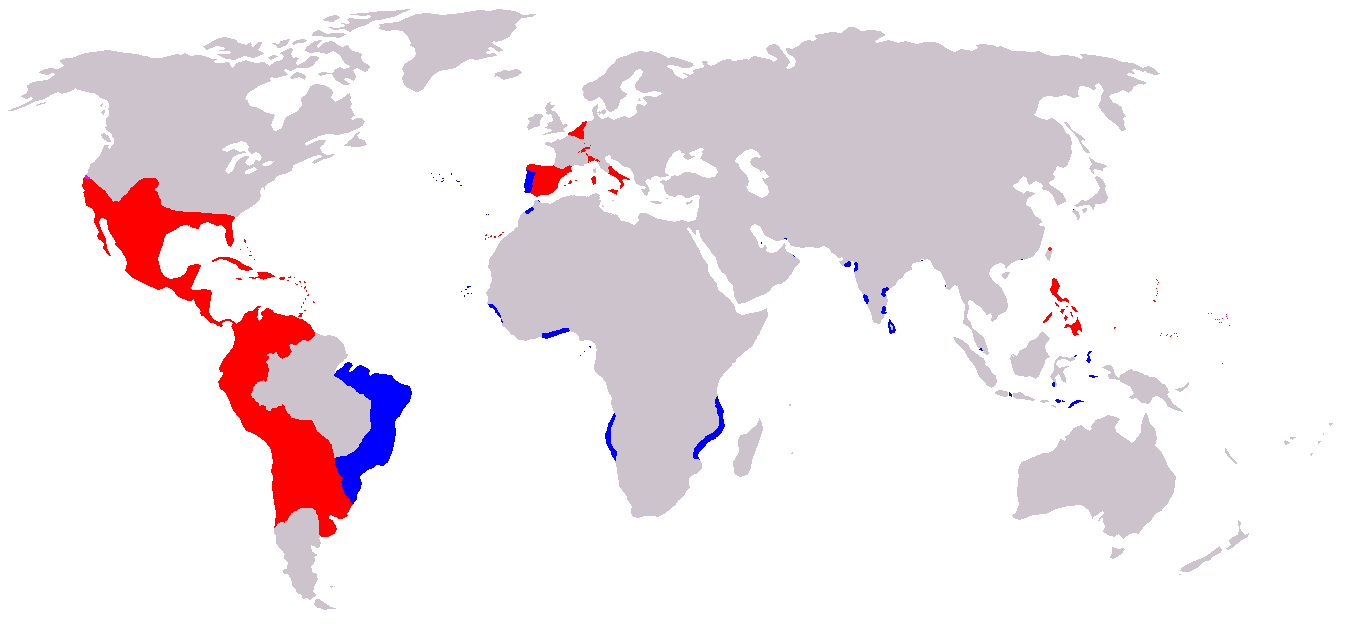
Iberische Union (1640) Gebiete Spaniens in Rot, Gebiete Portugals in Blau
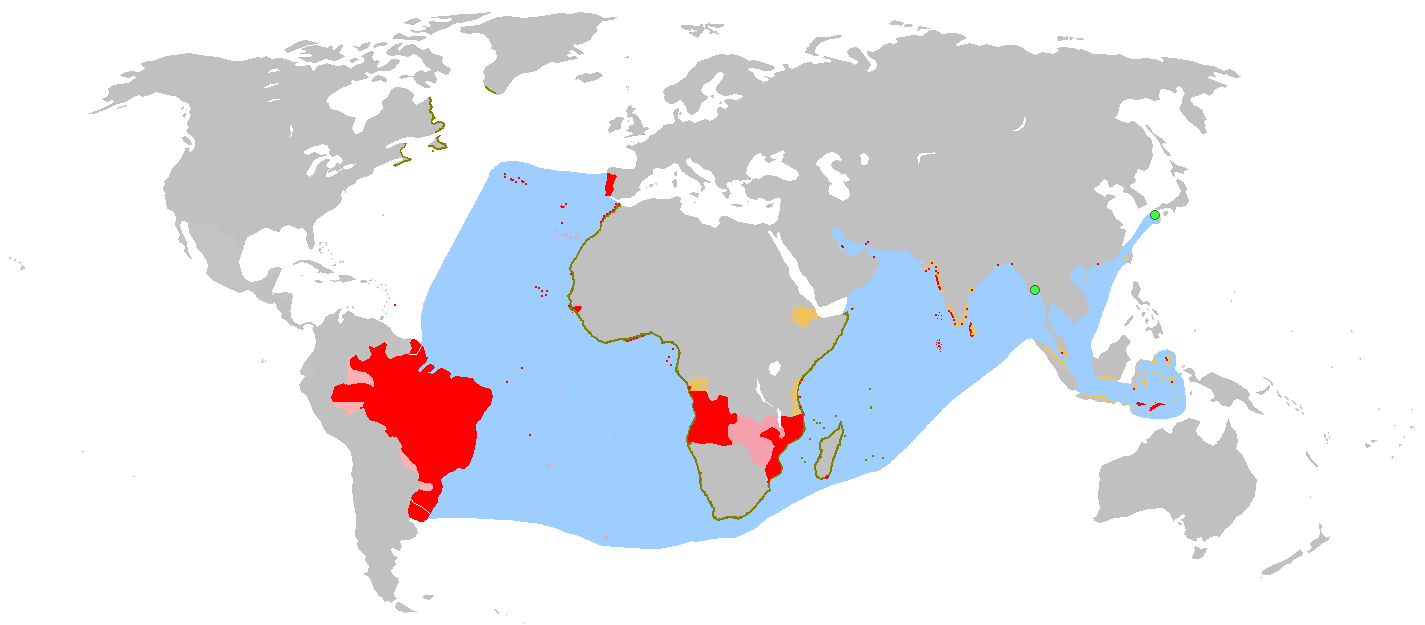
Größte Ausdehnung des Portugiesischen Kolonialreiches
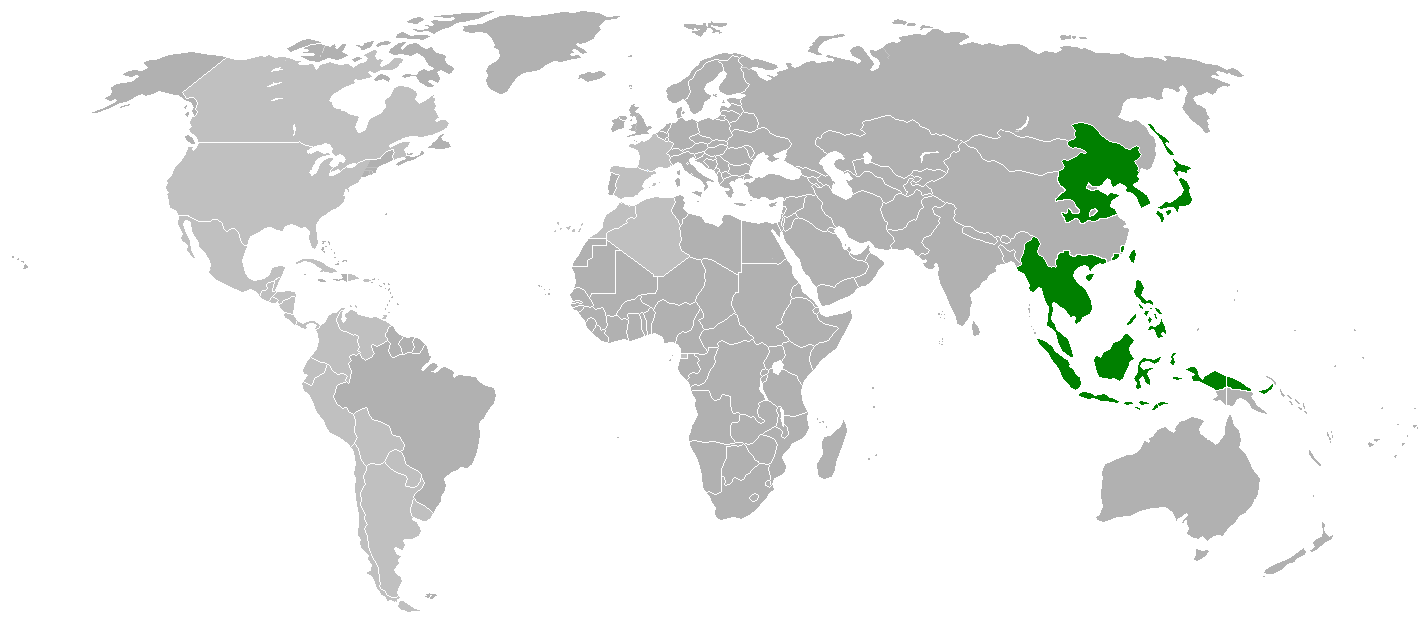
Japanisches Kaiserreich 1942
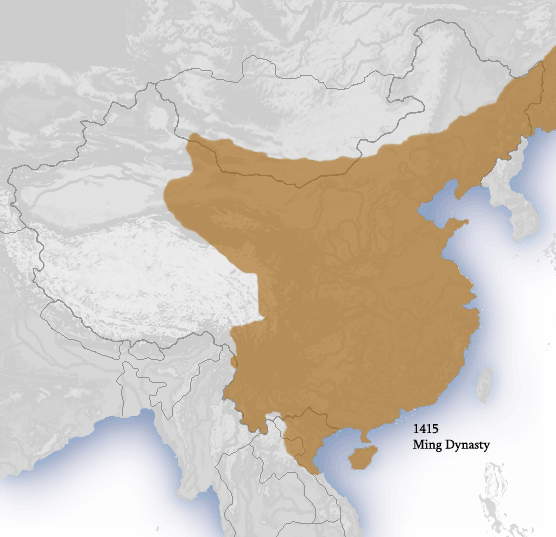
Ming-Dynastie 1415
Römisches Reich 117
Achämenidenreich 486 v. Chr.
Goldene Horde 1389
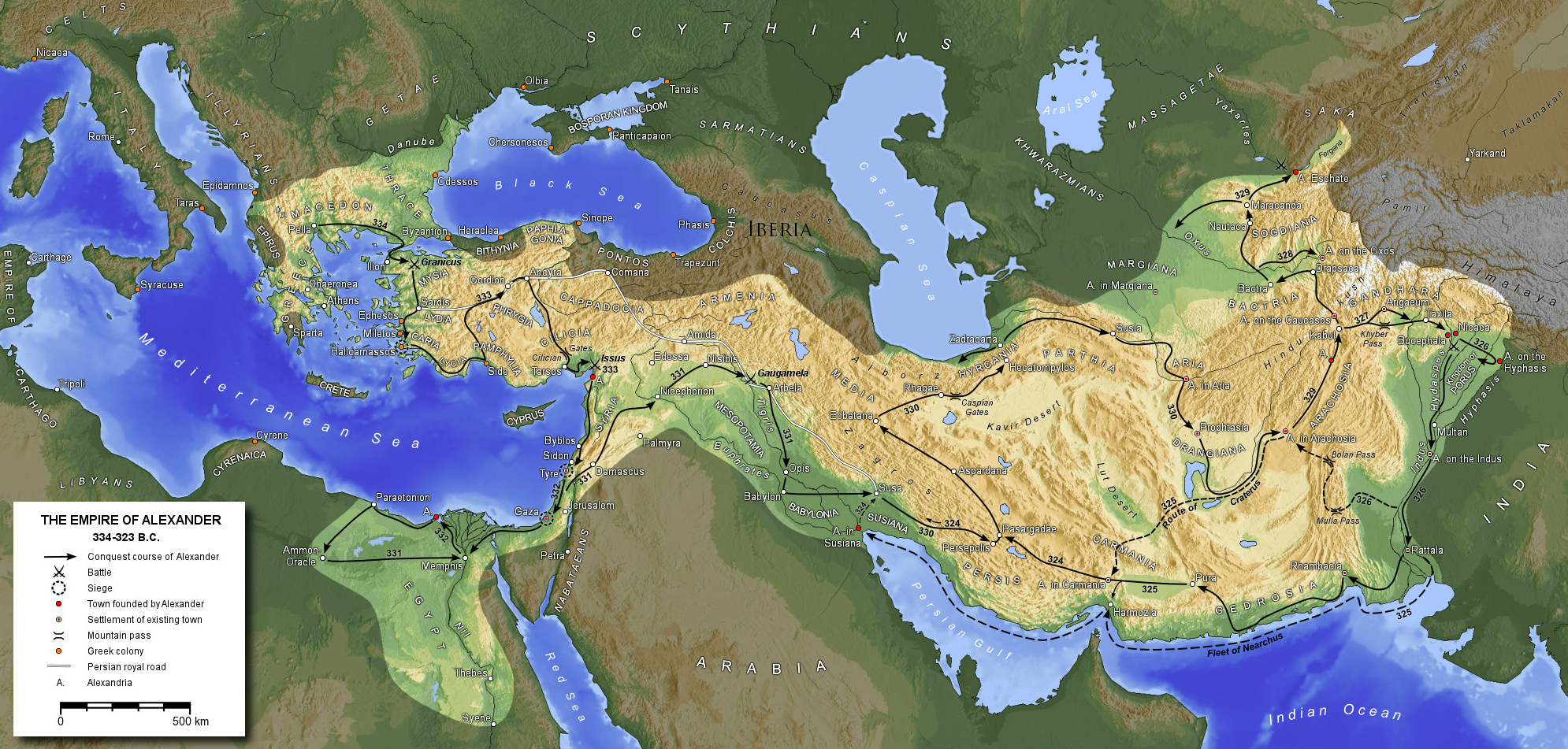
Makedonisches Reich ca. 380 v. Chr.
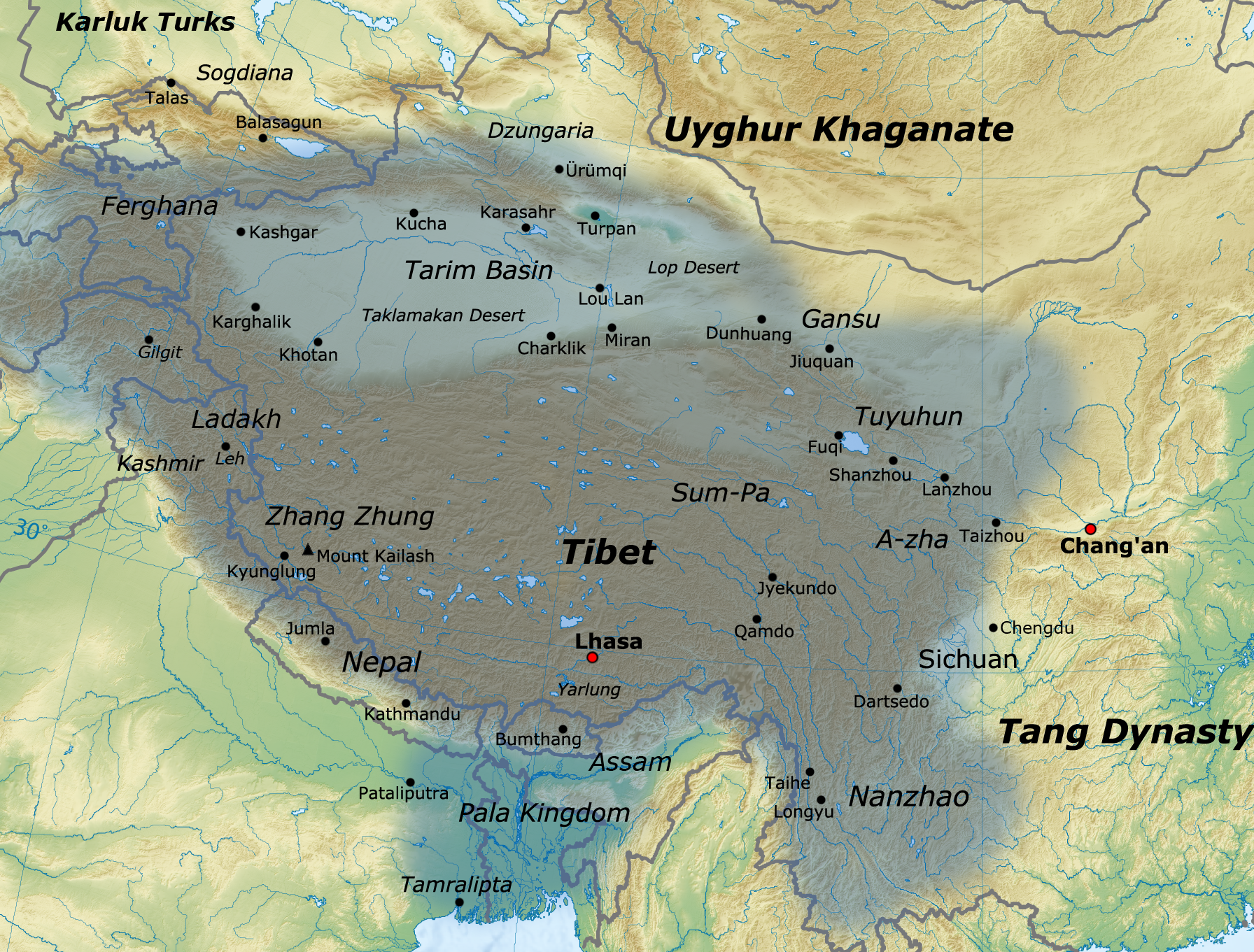
Tibetisches Reich ca. 800
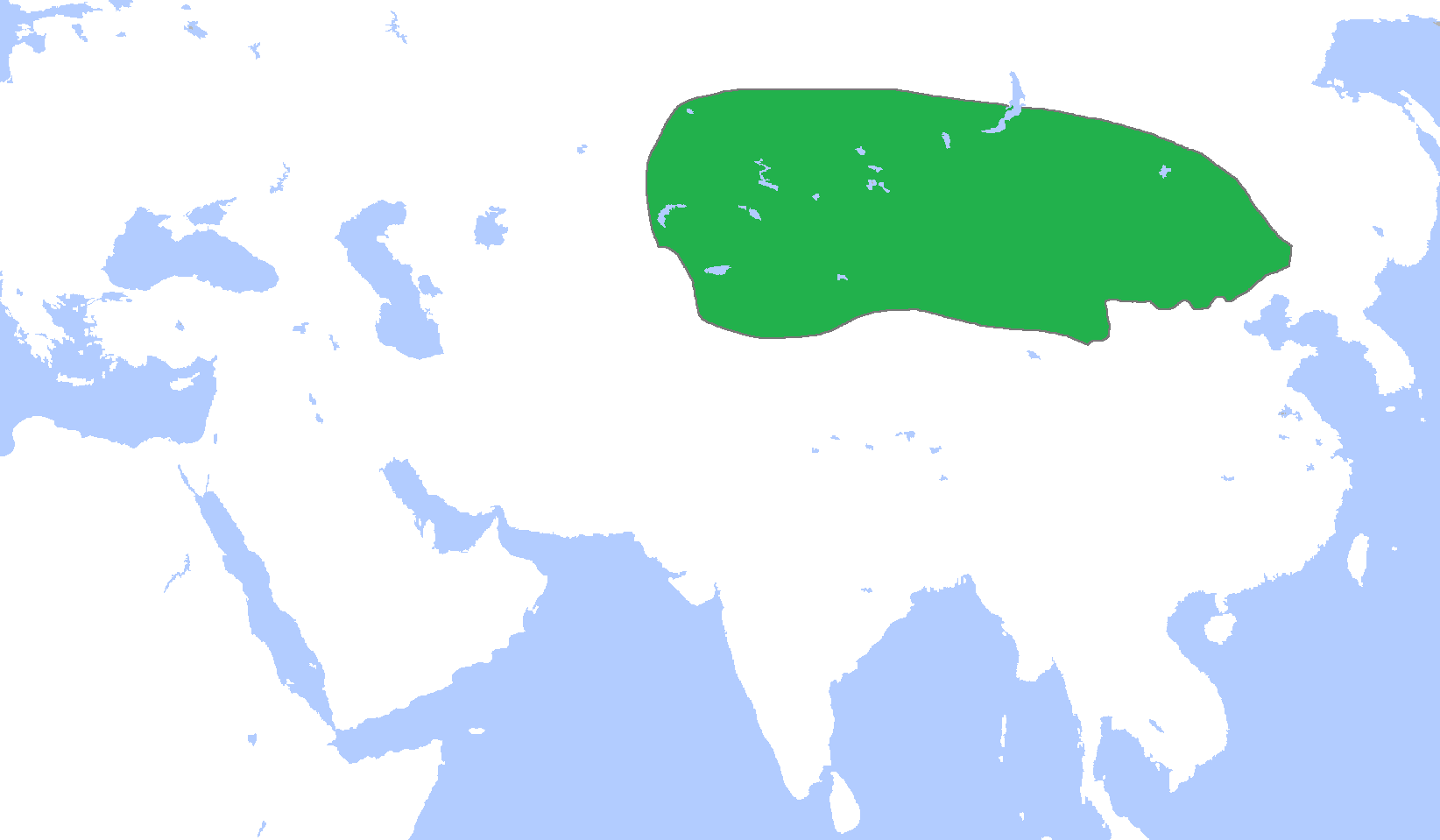
Xiongnu 250 v. Chr.
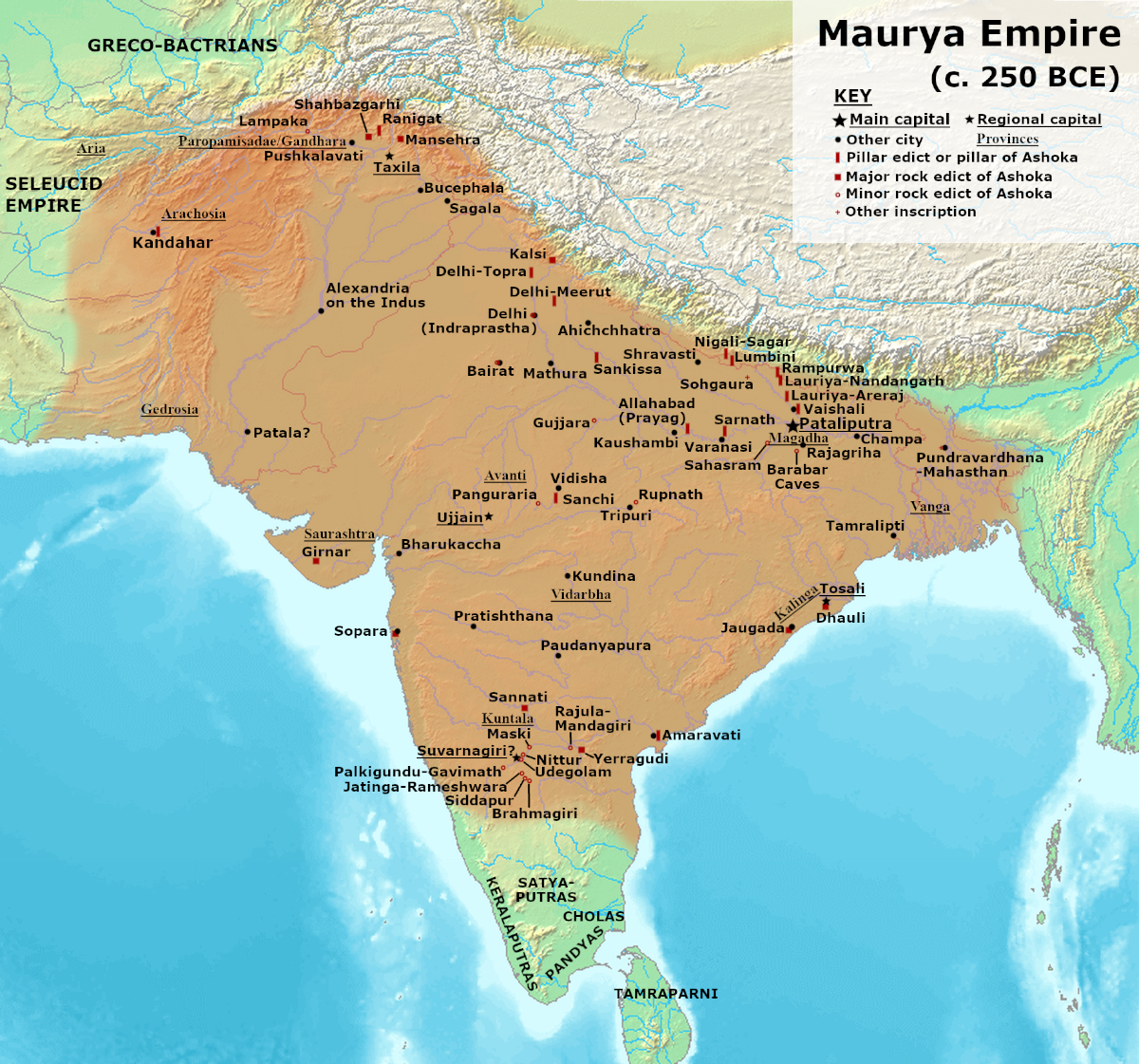
Maurya-Reich 250 v. Chr.
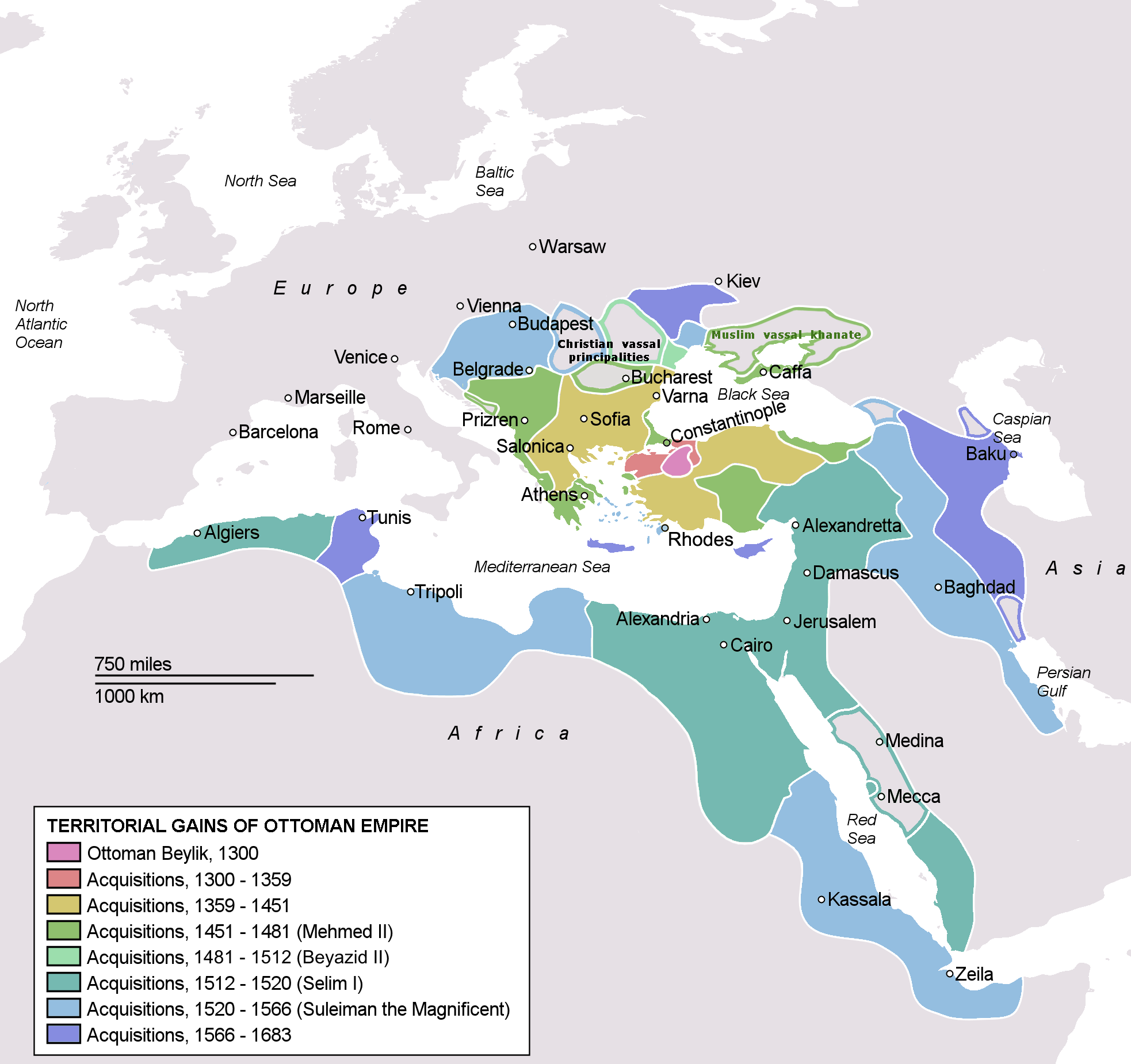
Osmanisches Reich 1683
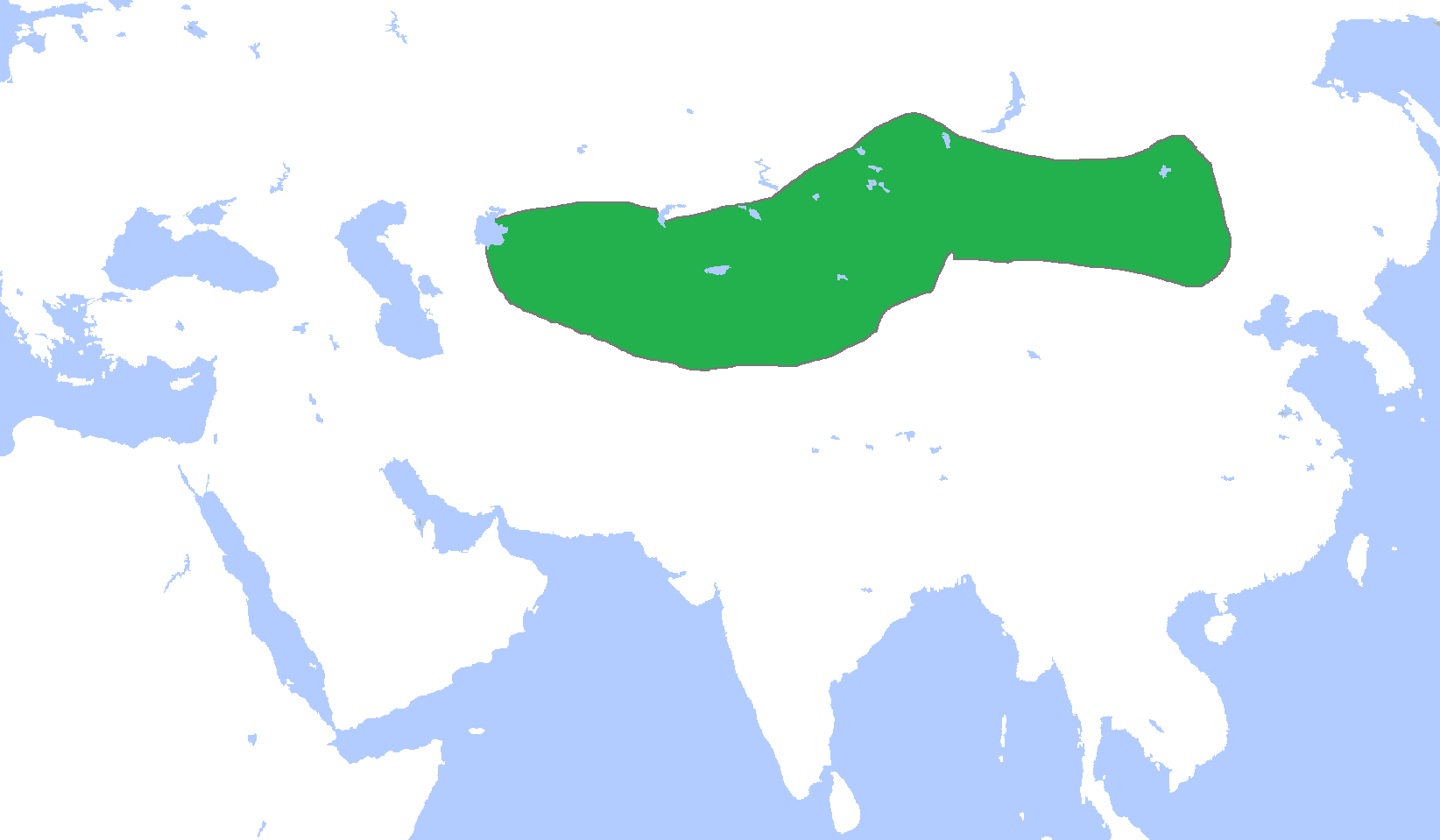
Khanat der Göktürken 572
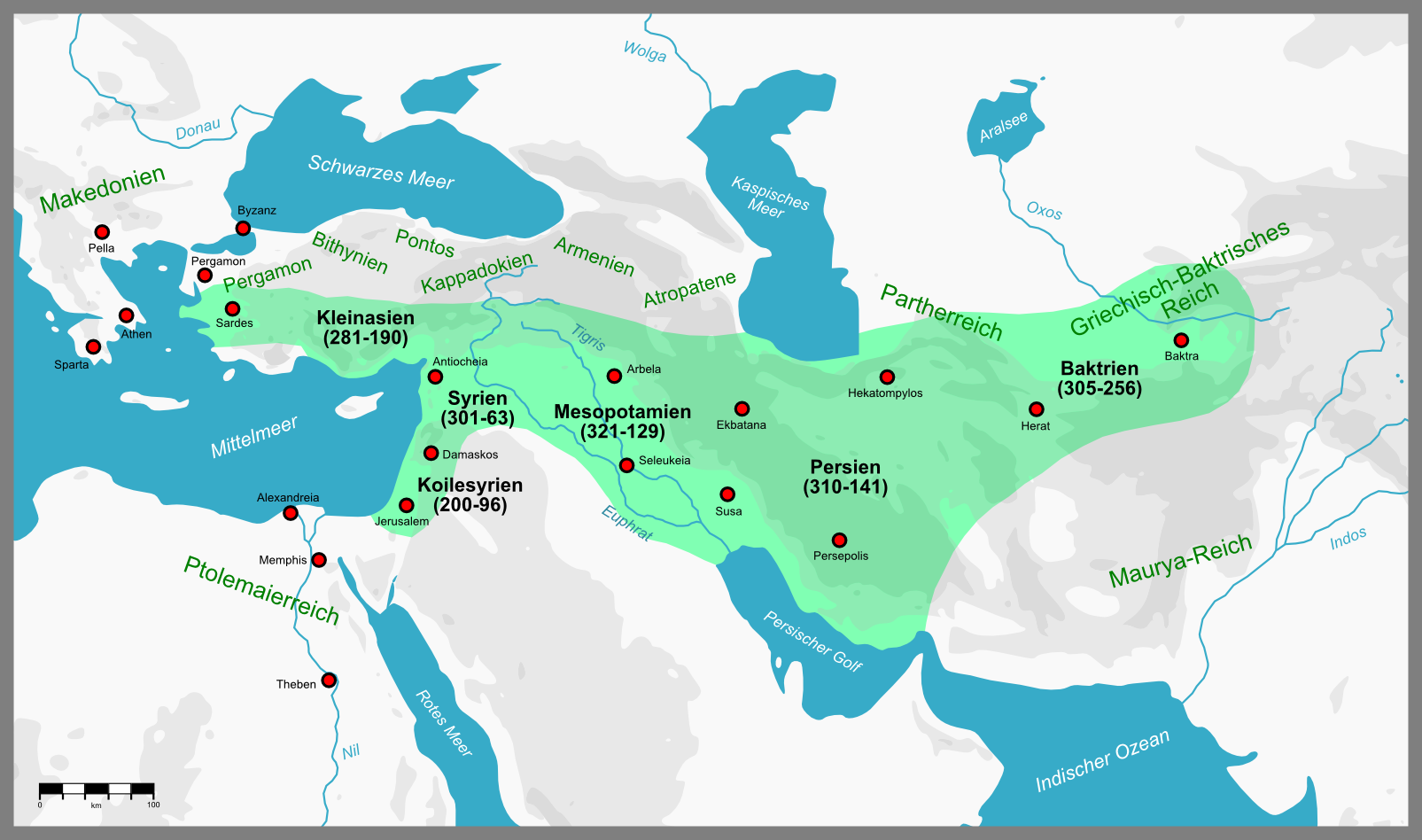
Seleukidenreich ca. 300 v. Chr.
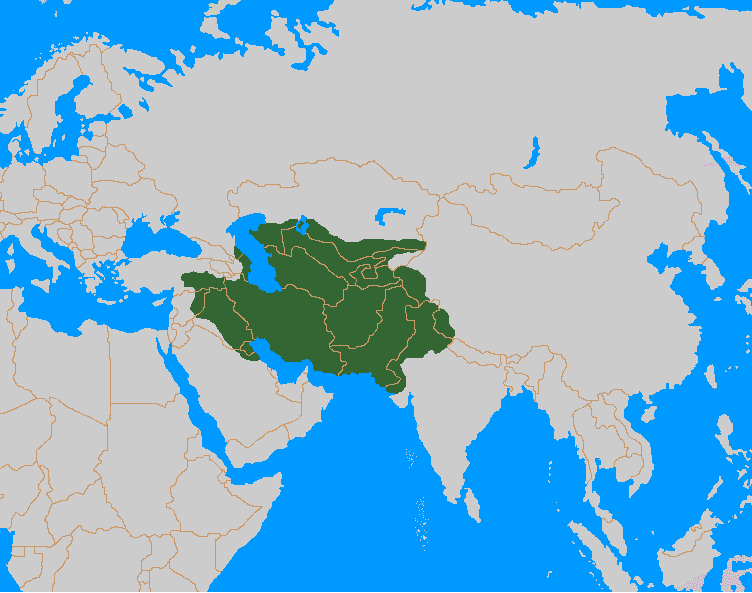
Timuridenreich 1405
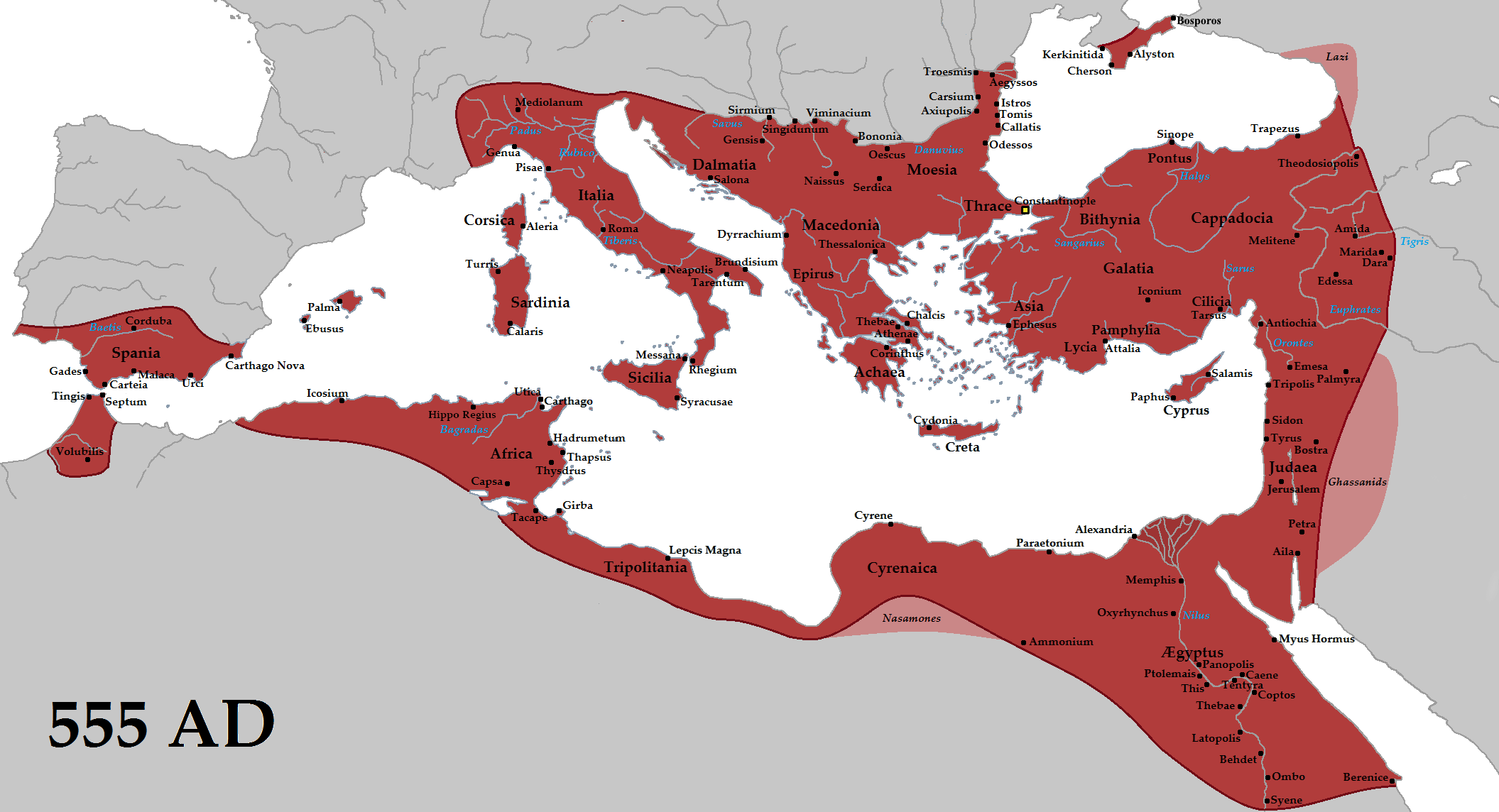
Byzantinisches Reich 555
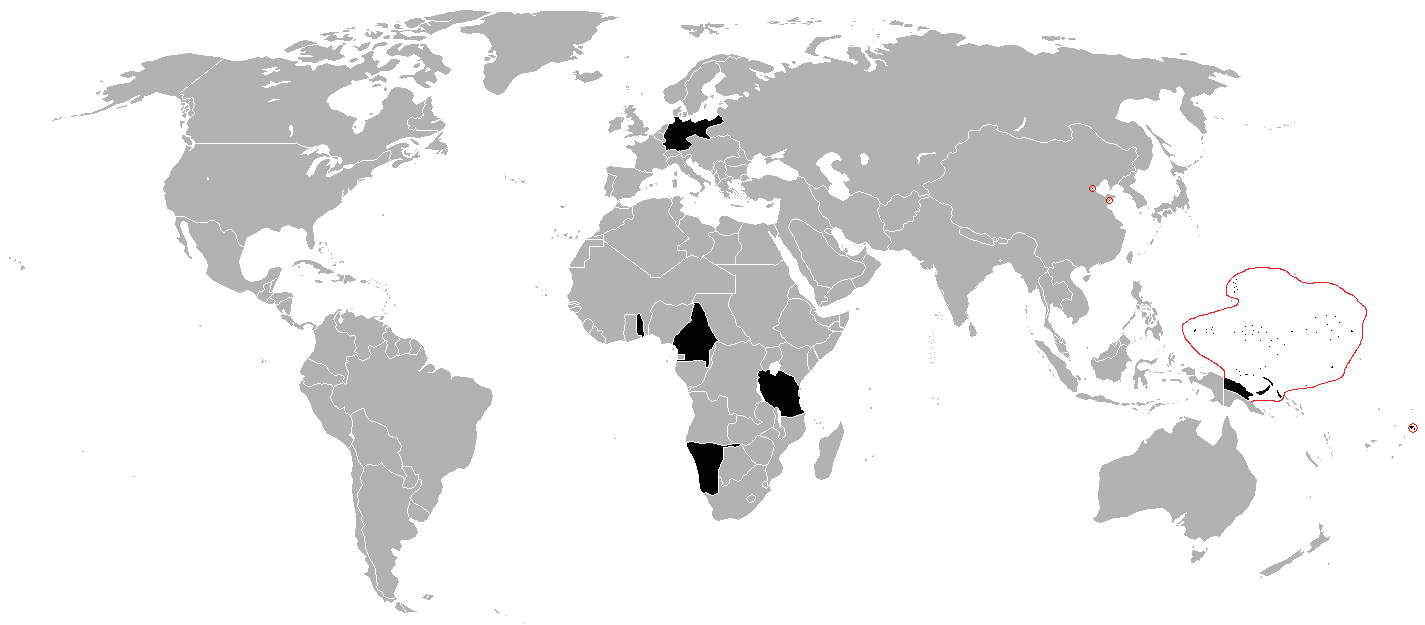
Deutsches Kolonialreich 1914